# Jean Carlos
Jean Carlos Vicente (Cornélio Procópio, 15 de fevereiro de 1992) é um futebolista brasileiro que atua como meio-campista. Atualmente joga no Criciúma.

## Carreira
Revelado nas categorias de base do Palmeiras, Jean Carlos subiu para o time principal, mas foi pouco aproveitado; com isso, em 2013 transferiu-se para o São Bernardo. Três anos depois foi emprestado ao Vila Nova, para a disputa da Série B. O jogador viveu um bom momento no clube goiano, terminando como o líder de assistências do campeonato, com oito assistências.

### São Paulo
Em 4 de setembro de 2016, assinou com o São Paulo por empréstimo até o fim do Campeonato Paulista de 2017, com opção de compra ao término do mesmo.

### Goiás
Em 30 de dezembro de 2016, acertou com o Goiás até o fim de 2017.

### Grêmio Novorizontino
Em janeiro de 2018, foi contratado pelo Grêmio Novorizontino para disputar o Paulistão 2018.

### Mirassol
Em 2019 disputou o Paulistão pelo Mirassol.

### Náutico e Ceará
Após se destacar no Paulistão, foi contratado pelo Náutico e terminou como um dos destaques do título da Série C do Timbu. Em 2021, o jogador chegou na marca de 100 jogos pelo clube, diante o Botafogo no Estádio dos Aflitos.
Após três temporadas atuando na equipe alvirrubra, Jean deixou o Náutico e assinou com o Ceará para a temporada de 2023.

### Juventude
Em dezembro de 2023, o Juventude anunciou a contratação do meia Jean Carlos.

### Criciúma
Em meados de 2025, o Criciúma contratou o meia Jean Carlos, de 33 anos, vindo do Juventude, para a disputa da Série B de 2025. O jogador tinha vínculo com o equipe gaúcha até o final da temporada, mas a rescisão foi realizada com compensação financeira.

## Títulos
Goiás
- Campeonato Goiano: 2017

Náutico
- Campeonato Brasileiro - Série C: 2019
- Campeonato Pernambucano: 2021, 2022

Ceará
- Copa do Nordeste: 2023

### Prêmios Individuais
- Seleção do Campeonato Pernambucano: 2021, 2022
- Jogador do Mês da Série B: junho e julho de 2021